# Le Temps d'un week-end
Pour les articles homonymes, voir Parfum de femme.
Pour plus de détails, voir Fiche technique et Distribution.
Le Temps d'un week-end (Scent of a Woman, ou Parfum de femme au Québec) est un film américain de Martin Brest sorti en 1992. Il s'agit d'un remake du film italien Parfum de femme (Profumo di donna), réalisé par Dino Risi en 1974, avec Vittorio Gassman, d'après le roman de Giovanni Arpino, Parfum de femme (Il buio e il miele).
Cette comédie dramatique reçoit des critiques mitigées et s'avère être un succès au box-office. Le film reçoit par ailleurs 4 nominations aux Oscars dont meilleur film et meilleur réalisateur. Al Pacino remporte son unique Oscar du meilleur acteur pour sa performance. Le film remporte notamment trois Golden Globe.

## Synopsis
Dans le New Hampshire, Charles, un étudiant pauvre et timide, originaire de l'Oregon est boursier (scholar on the foundation) au college de Baird, établissement très cher et huppé qui prépare les fils de famille de l'establishment à entrer à la prestigieuse université Harvard. Pour gagner le prix de son voyage en Oregon pour les prochaines vacances de Noël, Charles travaille à la bibliothèque, et effectue d'autres petits travaux. Il répond à une demande de services : il s'agit de garder une personne « à mobilité restreinte » pendant le week-end de Thanksgiving. En fait, il s'agit d'une famille qui veut partir de chez elle pour échapper pendant quelques jours à la cohabitation avec l'oncle de la femme. Cet oncle est le lieutenant-colonel Slade, à la retraite, aveugle, passablement ingérable et carburant au Jack Daniel's. Il avait son heure de gloire comme officier de commandos au Viêt Nam, puis comme agent des services secrets sous le président Lyndon Johnson, et a apparemment fait siennes les manières brutales et le langage ordurier du successeur de J.F. Kennedy.
Le lendemain soir, alors que Charles fermait la bibliothèque et partait avec George Willis Jr, ils sont témoins d'une farce montée par trois camarades de classe. Ces derniers accrochent un ballon gonflable à distance plein de mousse à raser avec une inscription insultante envers le principal, M. Trask, au lampadiare situé au dessus de sa place de parking. Mme. Hunsaker arrive et demande à Georges et Charles ce qu'ils ont vu mais ces derniers nient avoir aperçu quoi que ce soit. Le lendemain, les trois camarades s'infiltrent dans le bureau des annonces et provoquent le principal qui perce le ballon et se retrouve couvert de mousse à raser ainsi que sa voiture de fonction. M. Trask apprend l'existence des témoins grâce à Mme. Hunsaker et les presse en vain de nommer les auteurs de la farce. En privé, il offre à Charlie une acceptation quasi garantie à l'université de Harvard associé d'une bourse si Charlie dénonce les autres élèves. Trask organise une réunion du comité de discipline de l'école le lundi suivant le week-end de Thanksgiving.
Dès que sa famille est partie, Slade révèle à Charles, médusé, qu'il a ses propres plans pour Thanksgiving, et il embarque aussitôt son jeune garde pour New York. Dans l'avion, en première classe, Slade révèle à Charles qu'il est un womanizer (un coureur), que pour lui rien ne vaut la femme, dont il analyse les parfums, et qu'il célèbre en une tirade lyrique inspirée du Cantique des cantiques. Ils descendent au Waldorf-Astoria. Sur place, Slade se fait tailler un costume sur mesure et un autre pour Charlie et entame un week-end de plaisirs, où il a l'intention de mener grand train : limousine, déjeuner au restaurant de grand luxe (l'Oak Room du Plaza Hotel...). Le colonel lui révèle qu'à la fin de ce dernier merveilleux week-end, il se fera sauter la cervelle, mais Charlie réussit à le laisser lui donner les balles de son pistolet d'ordonnance.
Le soir, impeccablement vêtu, accompagné de Charles, il rend visite à son frère aîné et perturbe complètement le repas rituel de Thanksgiving, symbole de la cohésion et de l'abolition des différends familiaux. Le neveu de Slade, que celui-ci venait d'humilier, veut l'humilier à son tour en racontant comment Slade a toujours été un matamore inconséquent qui n'a jamais été promu à cause de ses frasques, et il dit à Charlie comment Slade est devenu aveugle par accident en jonglant avec des grenades alors qu'il était sous l'emprise de l'alcool. Slade encaisse sans réagir mais agresse son neveu sous le faux prétexte qu'il ait surnommé Charlie, Chucky à deux reprises malgré sa mise en garde.
Ils se rendent le lendemain au restaurant du palace où se trouve une piste de danse. Slade arrive à faire servir la bière que Charles avait commandée en prétendant que c'est son fils et qu'il a 23 ans (il en a 17). Il aborde Donna, une jeune et jolie inconnue qui attendait seule son fiancé en retard, dont il a reconnu la subtile fragrance de son savon de toilette. Lui et Charlie s'installent à sa table, et Slade lui propose de danser un tango, ce dont elle avait toujours rêvé, et il l'entraîne dans une danse merveilleuse, malgré sa cécité, devant les clients du restaurant charmés qui les applaudissent à la fin de la danse. Le soir, Slade voit une escort-girl de luxe, qu'il avait demandé à leur chauffeur de lui trouver pendant que tous deux l'attendent dans la limousine.
Le lendemain matin, Charlie découvre le colonel, qui est en plein accès dépressif et lui demande de prendre son ticket d'avion et de le laisser seul afin qu'il puisse se suicider. Il l'en dissuade en lui proposant une virée en voiture. Ils se rendent chez un concessionnaire Ferrari, la chose que le colonel apprécie et admire le plus après les femmes. Slade impressionne et séduit le vendeur et lui glisse 2 000 dollars pour obtenir l'autorisation d'essayer une Ferrari Mondial exposée. Dans les rues de New York, Charlie conduit à petite vitesse et fait grincer la boite de vitesses tandis que Slade ronge son frein. Slade décide de conduire à son tour la voiture. D'abord roulant au pas dans une rue déserte de Brooklyn en suivant les indications de Charles, puis en accélérant. Il obtient de Charlie, tétanisé, qu'il le guide pour virer aux intersections, mais la sirène d'une voiture de police les oblige à s'arrêter. Slade entreprend de circonvenir le policier qui les a arrêtés en présentant le jeune homme comme « son fils, un amoureux de la vitesse, trop jeune pour conduire lui-même et qui lui a demandé de pousser une pointe », et en parlant du Viêt Nam au policier de la route, qui les laisse après des conseils de modération sans avoir remarqué la cécité de Slade.
Après ces exploits, le colonel, qui a rempli ses objectifs et est terriblement fatigué, rentre à l'hôtel et envoie Charlie chez Dunhill pour acheter deux cigares. Arrivé dans le hall de l'hôtel, Charlie, mû par un pressentiment, remonte rapidement dans la chambre, et découvre le colonel en train de revêtir son uniforme d'apparat. Il s'apprête à utiliser son arme de service, dont il n'avait pas donné toutes les balles à Charlie, pour se suicider. S'ensuit alors un combat pour récupérer l'arme que Slade parvient à converver. Il menace alors Charlie de le tuer et Charlie accepte lui disant que de toute façon sa vie sera fichue après le comité disciplinaire du lendemain. Charlie arrive encore à dissuader le colonel, qui voulait les tuer tous les deux, de mettre son funeste dessein à exécution.
Remettant à plus tard son suicide, le colonel ramène l'étudiant qu'il a pris sous son aile au campus de Baird et lui fait ses adieux. Charlie n'a que le temps de se préparer à affronter le conseil de discipline, réuni devant toute l'école au complet. Le directeur commence en exagérant la gravité de la farce qui remet en cause toutes les valeurs de Baird mais est interrompu par l'entrée du colonel qui s'assoit aux côtés de Charlie comme le père de George l'a fait pour son fils.

Le directeur interroge George qui sous la pression de son père et du directeur finit par avouer que sans ses lunettes il a mal vu les auteurs mais qui finit tout de même par dénoncer ses trois amis. Le directeur entame ensuite l'interrogatoire à la demande de George Jr. et Sr. car Charles était plus proche et ne porte pas de lunettes. Charles refuse malgré l'insistance du directeur de dénoncer ses camarades. Le directeur entame alors une tirade qui accable Charles et réclame son exclusion en exonérant George qui malgré sa vue défaillante a quand même dénoncé ses camarades. Soudain, le colonel intervient et prend la défense de Charlie : 
Mr. Trask: I'm going to recommend to the disciplinary committee 		that you be expelled, Mr. Sims. You are a cover-up artist and you are a liar. (M. Trask : Je vais recommander au comité disciplinaire de vous expulser, M. Sims. Vous êtes un dissimulateur et un menteur.) 

 Frank Slade: But not a snitch. (Mais pas un mouchard) 
Avec aplomb, fort de son expérience de meneur de jeunes hommes au Viêt Nam, il rappelle à la future élite intellectuelle, économique et sociale des États-Unis (et à ses formateurs) la valeur de l'intégrité, du courage, de la droiture et de l'honnêteté. Il rappelle aussi subtilement que Charles a refusé de se faire acheter tout en émaillant son discours d'insulte et de grossieretés qui choque dans cette assemblée. Il obtient ainsi l'acquittement de Charlie, et la semi-condamnation (au bénéfice du doute) des coupables.
Après la marche triomphale de l'acquitté et de son défenseur, ils sont arrêtés par la jeune professeur de sciences politiques, enthousiasmée par sa plaidoirie, qui est charmée par le colonel lui même charmé par son parfum qu'il devine et que Charles présente comme un ancien membre du cabinet de Lyndon B. Johnson. Cette fin fait écho au l'esport que le colonel pensait irréalisable de trouver une femme qui l'aime malgré sa cécité. Les derniers plans montrent le retour du colonel chez lui, Il invite Charles à venir passer Noël chez eux avant de rejoindre sa famille puis demande au chauffeur de le raccompagner. Enfin, il tend la main à son neveu et sa nièce très jeunes, qu'il a toujours rejetés, et il leurs offre de faire la paix.

## Fiche technique
- Titre français : Le Temps d'un week-end
- Titre original : Scent of a Woman
- Titre alternatif en français : Parfum de femme
- Réalisation : Martin Brest
- Scénario : Bo Goldman, d'après le roman Parfum de femme (Il buio e il miele) de Giovanni Arpino et le film Parfum de femme de Dino Risi
- Musique : Thomas Newman, et nombreux emprunts aux Lumières de la ville de Charles Chaplin (thème de la jeune femme aveugle)
- Direction de la photographie : Donald E. Thorin
- Montage : Harvey Rosenstock, William Steinkamp et Michael Tronick
- Producteur : Ovidio G. Assonitis, Martin Brest, G. Mac Brown et Ronald L. Schwary
- Société de distribution : Universal Pictures
- Pays de production :  États-Unis
- Langue originale : anglais
- Durée : 157 minutes
- Dates de sortie :
  - États-Unis : 23 décembre 1992
  - France : 24 mars 1993

## Distribution
- Al Pacino (VF : Bernard Murat) : le lieutenant colonel Frank Slade
- Chris O'Donnell (VF : William Coryn) : Charles « Charlie » Simms
- Gabrielle Anwar (VF : Brigitte Berges) : Donna
- James Rebhorn : Monsieur Trask
- Philip Seymour Hoffman (VF : Emmanuel Jacomy) : George Willis, Jr.
- Richard Venture (VF : Jean-Claude Sachot) : W. R. Slade
- Bradley Whitford (VF : Bernard Lanneau) : Randy Slade
- Frances Conroy (VF : Caroline Beaune) : Christine Downes
- Rochelle Oliver (en) : Gretchen
- Tom Riis Farrell : Garry
- Nicholas Sadler (en) est(VF : Thierry Wermuth) : Harry Havemeyer
- Todd Louiso (en) : Trent Potter
- June Squibb : Madame Hunsaker
- Ron Eldard : l'officier Gore
- Gene Canfield (VF : Pascal Renwick) : Manny
- Sally Murphy : Karen Rossi
- Anh Duong : Sofia
- Francie Swift : l'hôtesse de l'air
- Pui Fan Lee : une femme dans le hall de l'hôtel (non créditée)
- Jack Mulcahy : un client du restaurant (non crédité)

## Production

### Lieux de tournage
Le film a été tourné à New York.

## Bande originale
Sauf indication contraire, les informations mentionnées dans cette section peuvent être confirmées par le générique de fin de l'œuvre audiovisuelle présentée ici, ainsi que par la base de données cinématographiques IMDb,  présente dans la section « Liens externes ».
- Evangeline par Emmylou Harris.
- El Relicario (es) de José Padilla Sánchez de 1914.
- Por una Cabeza de Carlos Gardel de 1935 (au bar-salon de danse, Frank apprend à Donna à danser le tango).
- Caminito (es) de Juan de Dios Filiberto (es) de 1926.
- La Violetera de José Padilla Sánchez de 1915.
- Vida mia d'Osvaldo Fresedo et Emilio Fresedo (es).
- Adiós muchachos (es) de César Vedani (es) et Julio César Sanders (es) de 1927.
- El Choclo de Ángel Villoldo (es) de 1903.
- A media luz de Carlos César Lenzi (es) de 1925.

## Accueil

### Box-office
Succès au Box-office américain, le film totalise 15 314 000 entrées (63 095 253 $ de recettes). En France, 368 115 curieux se déplacent dans les salles obscures. Le film engrange 941 662 entrées en Allemagne.

### Accueil critique
Sur l'agrégateur américain Rotten Tomatoes, le film récolte 88 % d'opinions favorables pour 43 critiques. Sur Metacritic, il obtient une note moyenne de 59⁄100 pour 14 critiques.

## Distinctions

### Récompenses
Al Pacino remporte l'Oscar du meilleur acteur à la 65e cérémonie des Oscars en 1992 pour sa prestation dans le rôle de l'officier aveugle.

## Analyse

### Erreurs de traduction
- Lors de la scène de tango au moment où Slade va danser avec Donna (Gabrielle Anwar), il demande à Charlie quelques informations sur la piste de danse. Charlie répond, dans la version originale : « The floor is twenty [20] by thirty [30] », ce qui a été traduit au doublage par « vingt par trente mètres », alors que le spectateur découvre sur son écran une piste assez réduite. Le « 20 par 30 » de la version originale doit se comprendre : « 20 par 30 pieds », ce qui fait une surface d'environ 6 mètres sur 9, plus en accord avec l'image.
- Tout au long du film, l'arme de service de Slade est nommée comme étant un revolver dans les dialogues français, mais en réalité c'est un pistolet.